# 田川市立田川小学校
田川市立田川小学校（たがわしりつ たがわしょうがっこう）は、福岡県田川市栄町に位置する公立の小学校。

## 概要
歴史
1895年（明治28年）に田川採炭会社・採炭組合内に設置された教場を起源とし、1902年（明治35年）に「私立三井田川尋常小学校」として創立。現校名となったのは1947年（昭和22年）。2022年（令和4年）に創立120周年を迎えた。
校訓
「自律・自学・協働・誠実」

校歌
作詞は星野定義、作曲は池田勝重による。歌詞は3番まであり、各番の歌詞中に校名の「田川校」が登場する。
通学区域

中学校区は田川市立田川東中学校。

## 沿革
- 1889年（明治22年）- 田川採炭会社が創業。
- 1895年（明治28年）9月5日 - 本願寺大谷派の僧侶、種田鶴雲の働きかけにより、田川採炭会社内に従業員の子弟を対象とした「教育所」が開設され、授業を開始。
- 1896年（明治29年）10月 - 種田鶴雲が、会社側から教育係に任命される。
- 1899年（明治32年）7月 - 安田敬一郎らが田川採炭鉱を買収し、田川採炭組の経営を開始。
- 1900年（明治33年）3月 - 三井鉱山合名会社が田川採炭組を買収し、三井田川炭鉱として経営を開始。
- 1901年（明治34年）2月 - 三井田川炭鉱、私立小学校の設置申請を提出。
- 1902年（明治35年）
  - 1月 - 「私立三井田川尋常小学校」の設置が認可される。
  - 5月 - 校舎の建設に着手。
  - 12月 - 弓削田村大字奈良後藤寺本坑の構内にある稲荷山の山腹に校舎が完成し、移転を完了。
- 1908年（明治41年）
  - 4月1日 - 改正小学校令施行により、尋常科（義務教育）が4年制から6年制に改められる。尋常科6年を新設。
  - 10月 - 伊田町伊田椎木3164番地（現校地）に校舎が完成し、移転を完了。
- 1914年（大正3年）- 雨天体操場が完成。
- 1919年（大正8年）4月 - 第一（大浦）坑分教場・第二坑（大藪）分教場を設置。
- 1928年（昭和3年）4月 - 講堂が完成。
- 1940年（昭和15年）9月 - 中央グラウンドに小学校青年学校の武道場兼講堂が完成。
- 1941年（昭和16年）4月1日 - 国民学校令施行により、「三井田川国民学園」（国民学校ではなく、国民学園）に改称。尋常科を初等科に改める。
- 1943年（昭和18年）11月3日 - 田川市が発足。
- 1945年（昭和20年）4月1日 - 学校の運営が田川市に移管され（公立移管）、「田川市 田川国民学校」に改称。
- 1946年（昭和21年）9月 - 大浦分教場と大藪分教場が分離の上、それぞれ「大浦国民学校」・「大藪国民学校」として独立。
- 1947年（昭和22年）4月1日 - 学制改革（六・三制の実施）により、新制小学校「田川市立田川小学校」（現校名）に改組・改称。
- 1964年（昭和39年）- 三井大川鉱業所が閉山。
- 1967年（昭和42年）10月 - 火災が発生し、二棟東側を焼失。
- 1969年（昭和44年）10月 - 新校舎が完成。
- 1975年（昭和50年）2月 - 体育館が完成。
- 1977年（昭和52年）3月 - 運動場を拡張。
- 1978年（昭和53年）
  - 4月 - 校門および記念碑を新設。
  - 7月 - プールが完成。
- 1983年（昭和58年）3月 - 陸橋を設置。
- 1986年（昭和61年）
  - 8月 - 図書館「みどりケ丘図書館」を整備。
  - 9月 - 集中下足方式を開始。
- 1990年（平成2年）
  - 4月1日 - 校区変更により、松原二区は田川市立大藪小学校区となる。
  - 7月 - 旧校舎からの移転作業を実施。終了後、旧校舎を解体。
  - 8月 - 新校舎（現校舎）が完成し、移転を完了。
  - 9月1日 - 新校舎ランチルームで2学期始業式を挙行。
  - 12月 - 正門および陸橋の改修工事が完了。
- 1991年（平成3年）2月 - 運動場が完成。校旗を作成。
- 2002年（平成14年）11月 - 創立100周年記念式典を挙行。
- 2020年（令和2年）- 校舎外壁工事を完了。「しあわせの一本煙突が見える広場」が完成。体育館の改修工事を完了。
- 2021年（令和3年）- GIGAスクール構想に伴う、一人1台タブレットを導入。

## 交通アクセス
最寄りの鉄道駅
- JR九州 日田彦山線 「田川伊田駅」

最寄りの幹線道路
- 国道322号

## 周辺
- 慶興保育園
- しあわせの一本煙突が見える公園
- 伊田保育園

## 参考資料
- 「田川市史」（1976年（昭和51年）3月1日発行, 田川市）p.342～p.344